# کوه (فیلم ۲۰۱۲)
«کوه» (ترکی استانبولی: Dağ) فیلمی در ژانر درام و ماجرایی است که در سال ۲۰۱۲ منتشر شد.